# Vrhovni voditelj Islamske republike Iran
Vrhovni voditelj Islamske republike Iran (perzijsko: رهبر معظم ایران‎ / rahbar-e mo'azzam-e irān) je dejanski vodja Islamske republike Iran, samoimenovana politična in verska avtoriteta v državi. Podrejena mu je vlada s predsednikom države na čelu, ki izpolnjuje njegove odloke. Neposredno lahko tudi imenuje ministre, vodjo države, vodstvo vojske in sodstva. Prvotno je moral biti vrhovni voditelj klerik najvišjega islamskega reda, z novo ustavo iz leta 1989 pa je lahko tudi klerik nižjega ranga. Vrhovnega vodje je sodno nedotakljiv, njegov mandat pa je dosmrten.
Iran je imel do zdaj dva vrhovna voditelja. Prvi, Ruhoalah Khomeini, je funkcijo opravljal od leta 1979 do smrti leta 1989, nasledil pa ga je tedanji predsednik Ali Hamenej.

## Seznam vrhovnih voditeljev
| #  | Ime in fotografija                 | Obdobje vladanja                                            | Obdobje vladanja | Rojstvo, smrt                      |
| #  | Ime in fotografija                 | Začetek                                                     | Konec            | Rojstvo, smrt                      |
| -- | ---------------------------------- | ----------------------------------------------------------- | ---------------- | ---------------------------------- |
| 1. | Ruhollah Khomeini سیدروح‌الله خمینی | 3. december 1979                                            | 3. junij 1989    | 22. september 1902 † 3. junij 1989 |
| 1. | Ruhollah Khomeini سیدروح‌الله خمینی | Vodja Iranske revolucije leta 1979.                         |                  |                                    |
| 2. | Ali Hamenej سیدعلی خامنه‌ای         | 4. junij 1989                                               | poteka           | 19. april 1939                     |
| 2. | Ali Hamenej سیدعلی خامنه‌ای         | Predsednik Islamske republike Iran med letoma 1981 in 1989. |                  |                                    |